# Haydée Martínez de Osorio
Haydée Martínez de Osorio es una diplomática venezolana. Ha ocupado cargos en las Naciones Unidas y se desempeñó como presidente de UNICEF entre 1983 y 1984). También fue directora general del Instituto Nacional de la Infancia en Venezuela y fue representante de UNICEF para Argentina, Chile y Uruguay.